# План «Рот»
План «Рот» (нім. Fall Rot — Червоний план) — один з двох можливих варіантів початку війни, які розглядалися керівництвом Третього Райху (інший — План «Ґрюн»). Був виконаний як план наступальної операції німецьких військ у Франції в червні 1940 року, друга фаза Французької кампанії. Реалізований завдяки успішному виконанню пунктів плану «Гельб».

## Назва
План «Рот» (Fall Rot) і План «Ґрюн» (Fall Grün) — перші з кодових назв німецьких військових планів. Німці використовували слово «Fall» — випадок (Fall Rot — червоний випадок, Fall Grün — зелений випадок). На початку, згідно зі свідченнями німецьких генералів під час Нюрнберзького процесу, воно широко використовувалося командирами на позначення планів щодо гіпотетичних ситуацій. Але невдовзі, німці почали позначати цим терміном плани збройного нападу. Тому, слово «операція» чи «план» краще відображає значення вживаного слова «Fall».

## Зміст плану

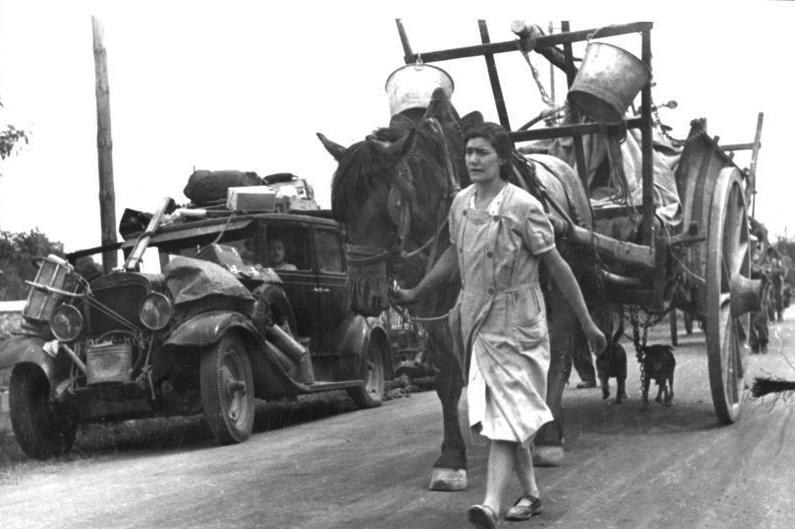
Військові біженці на французькій дорозі

24 червня 1937 року головнокомандувачі трьох видів збройних сил Німецької Імперії отримали від фельдмаршала фон Бльомберґа директиви, позначені грифом «Цілком таємно», підготовлені лише у трьох примірниках, що містили вказівки на ті події, що мали відбутися, і підготовчі кроки, які необхідно вжити для їх реалізації. У  директивах Військовий міністр трьох головнокомандувачів поінформував:
«Загальна політична ситуація підтверджує припущення, що Німеччині не варто очікувати на напад з жодного боку. Ані західні держави, а не Радянський Союз немають наміру воювати і не готові до війни. Однак, нестабільна політична ситуація у світі, яка не виключає несподіваних інцидентів, вимагає від Німецьких збройних сил повної готовності до війни... аби за допомогою війська уможливити використання вигідних політичних нагод, якщо вони виникатимуть. Це треба мати на увазі під час підготовки збройних сил до можливої війни в мобілізаційний період 1937-1938 років.»
Щодо плану «Рот» фельдмаршал фон Бльомберґ висловлюється досить докладно. У цьому варіанті Kreigsfalle (початку війни) передбачалося, що Франція може підготувати несподіваний напад на Німеччину, і в такому разі німці зможуть скористатися своїми основними військами на заході.
План складався з двох пунктів. Згідно з першим пунктом, західніше Сомми в напрямку Сени німці повинні були завдати відволікаючий удар. Згідно з другим пунктом, в напрямку річки Ени 9 червня наносився головний удар. З огляду на те, що на кордоні з Німеччиною знаходилась потужна лінія укріплень під назвою «лінія Мажино», німецьке командування вирішило організувати бліцкриг у Нідерландах.

## Реалізація
9 травня 1940 після чотирьох годин авіанальотів і артобстрілів французьких позицій німці форсували річку Маас в чотирьох місцях до 16:00. Незважаючи на першу невдалу атаку військ Роммеля, до шостої години вечора французькі позиції були захоплені німцями повністю. 10 травня німці просунулися на 32 кілометри далі і до 21 травня їм вдалося вийти до Ла-Маншу, розрізавши сили союзників. 31 травня кільце німецького оточення в Дюнкерку замкнулося, і британці спішно евакуювали свої війська. Єдиний наполегливий опір чинили танкові частини, оснащені танками «Матильда», і їх вдалося зупинити тільки 88-мм зенітками Flak 88.

## Підсумки
План «Рот» завершив розгром сил союзників у Франції і привів до повної капітуляції Франції 25 червня.